# Československá hokejová reprezentace v sezóně 1958/1959
Československá hokejová reprezentace v sezóně 1958/1959 sehrála celkem 8 zápasů.

## Přehled mezistátních zápasů
| Pořadí | Datum           | Soupeř    | Výsledek             | Soutěž                 | Místo utkání |
| ------ | --------------- | --------- | -------------------- | ---------------------- | ------------ |
| 306.   | 5. března 1959  | Švýcarsko | 9:0 (3:0, 2:0, 4:0)  | Mistrovství světa 1959 | Bratislava   |
| 307.   | 6. března 1959  | Polsko    | 13:1 (5:0, 3:0, 5:1) | Mistrovství světa 1959 | Bratislava   |
| 308.   | 7. března 1959  | Kanada    | 2:7 (0:1, 0:6, 2:0)  | Mistrovství světa 1959 | Bratislava   |
| 309.   | 9. března 1959  | Švédsko   | 4:1 (3:0, 0:1, 1:0)  | Mistrovství světa 1959 | Praha        |
| 310.   | 10. března 1959 | Finsko    | 8:2 (3:1, 3:0, 2:1)  | Mistrovství světa 1959 | Praha        |
| 311.   | 12. března 1959 | SSSR      | 3:4 (1:2, 2:0, 0:2)  | Mistrovství světa 1959 | Praha        |
| 312.   | 13. března 1959 | USA       | 2:4 (0:1, 1:3, 1:0)  | Mistrovství světa 1959 | Praha        |
| 313.   | 15. března 1959 | Kanada    | 5:3 (2:0, 1:1, 2:2)  | Mistrovství světa 1959 | Praha        |

## Bilance sezóny 1958/59
| Soupeř    | Zápasy | Výhry | Remízy | Prohry | Skóre |
| --------- | ------ | ----- | ------ | ------ | ----- |
| Finsko    | 1      | 1     | 0      | 0      | 8:2   |
| Kanada    | 2      | 1     | 0      | 1      | 7:10  |
| Polsko    | 1      | 1     | 0      | 0      | 13:1  |
| SSSR      | 1      | 0     | 0      | 1      | 3:4   |
| Švédsko   | 1      | 1     | 0      | 0      | 4:1   |
| Švýcarsko | 1      | 1     | 0      | 0      | 9:0   |
| USA       | 1      | 0     | 0      | 1      | 2:4   |
| Celkem    | 8      | 5     | 0      | 3      | 46:22 |

## Další zápasy reprezentace
| Datum          | Soupeř                 | Výsledek             | Soutěž    | Místo utkání |
| 30. ledna 1959 | Slovan Bratislava      | 12:4 (4:1, 4:2, 4:1) | přátelsky | Bratislava   |
| 4. února 1959  | junioři Československa | 11:1 (2:1, 1:0, 8:0) | přátelsky | Hodonín      |
| 5. února 1959  | junioři Československa | 4:0 (1:0, 2:0, 1:0)  | přátelsky | Olomouc      |
| 11. února 1959 | výběr Moskvy           | 2:1 (1:0, 0:0, 1:1)  | přátelsky | Moskva       |
| 13. února 1959 | Leningrad              | 2:1 (0:1, 2:0, 0:0)  | přátelsky | Leningrad    |
| 15. února 1959 | Dynamo Moskva          | 3:1 (1:0, 1:0, 1:1)  | přátelsky | Moskva       |

 Československo –  Slovan Bratislava  12:4 (4:1, 4:2, 4:1)
30. ledna 1959 – Bratislava

Branky Československa: 2x Jaroslav Jiřík, 2x Jozef Golonka, 2x Jaroslav Volf, 2x Josef Černý, František Vaněk, Rudolf Scheuer, Jindřich Lidický, Jan Kasper.

Branky Slovanu: Stano, Miroslav Vlach, Ján Starší, Július Černický.

Rozhodčí: Vojtěch Okoličány (TCH), Karel Svítil (TCH)
ČSR: Jiří Kulíček - Karel Gut, František Tikal, Rudolf Potsch, Jan Kasper - Rudolf Scheuer, František Vaněk, Josef Černý - Bohumil Prošek, Miroslav Rys, Jindřich Lidický - Jaroslav Volf, Jozef Golonka, Jaroslav Jiřík.
Slovan Bratislava: Ján Jendek (21.-40. Lukačevič) - Zdeněk Müller, Stanislav Bacílek, Jozef Čapla, Homolka - Ján Starší, Karol Fako, Július Černický - Stano, Eduard Gábriš, Miroslav Vlach - Štefan Kordiak, Doležal, Valach. 
 Československo –   junioři Československa  11:1 (2:1, 1:0, 8:0) 
4. února 1959 – Hodonín

Branky Československa: 3x Július Černický, 3x Jaroslav Volf, 2x Jozef Golonka, Ján Starší, Jan Kasper, Jaroslav Jiřík.

Branky juniorů ČSR: František Gregor.

Rozhodčí: Quido Adamec (TCH), Krejčí (TCH)
ČSR: Vladimír Nadrchal - Stanislav Bacílek, Zdeněk Müller, Jan Kasper, Rudolf Potsch - Rudolf Scheuer, František Vaněk, Josef Černý - Jaroslav Volf, Jozef Golonka, Jaroslav Jiřík - Ján Starší, Karol Fako, Július Černický.
junioři Československa: Karel Ševčík - Zdeněk Poláček, Ladislav Šmíd, František Gregor, Miroslav Berek - Zdeněk Kepák, Rudolf Hejtmánek, Julius Šembera - Josef Vimmer, Jindřich Karas, Jaroslav Walter - Josef Klíma, Josef Barta, Jan Gelnar.
 Československo –   junioři Československa  4:0 (1:0, 2:0, 1:0) 
5. února 1959 – Olomouc

Branky Československa: 1. Jozef Golonka, 34. Jozef Golonka, 39. Jaroslav Volf, 52. Miroslav Rys.

Rozhodčí: Vojtěch Okoličány (TCH), Přikryl (TCH)
ČSR: Jiří Kulíček - Karel Gut, František Tikal, Rudolf Potsch, Jan Kasper - Ján Starší, Karol Fako, Július Černický - Bohumil Prošek, Miroslav Rys, Jindřich Lidický - Jaroslav Volf, Jozef Golonka, Miroslav Vlach.
junioři Československa: Josef Mikoláš - Zdeněk Poláček, Ladislav Šmíd, František Gregor, Miroslav Berek - Zdeněk Kepák, Rudolf Hejtmánek, Miroslav Havel - Josef Vimmer, Jindřich Karas, Jaroslav Walter - Josef Klíma, Josef Barta, Karel Skopal.
 Československo (Praha) –  výběr Moskvy 2:1 (1:0, 0:0, 1:1) 
- Reprezentace Československa  hrála pod hlavičkou Prahy.

11. února 1959 – Moskva

Branky Československa: 3. Karol Fako, 46. Miroslav Vlach.

Branky Moskvy: 59:47 Ivan Tregubov.

Rozhodčí: Andrej Starovojtov (URS), Schomer (GDR)
ČSR: Jiří Kulíček - Rudolf Potsch, Jan Kasper, Stanislav Bacílek, Zdeněk Müller - Rudolf Scheuer, František Vaněk, Josef Černý - Bohumil Prošek, Miroslav Rys, Jindřich Lidický - Ján Starší, Karol Fako, Július Černický (3. Miroslav Vlach).
výběr Moskvy: Jevgenij Jorkin - Nikolaj Sologubov, Ivan Tregubov, Genrich Sidorenkov, Dmitrij Ukolov - Konstantin Loktěv, Veniamin Alexandrov, Alexandr Almetov - Děkonskij, Alexej Guryšev, Viktor Prjažnikov - Viktor Jakušev, Jevgenij Grošev, Nikolaj Snětkov - Kopylov, Jurij Baulin.
 Československo (Praha) –  Kirovec + SKVO Leningrad  2:1 (0:1, 2:0, 0:0) 
- Reprezentace Československa  hrála pod hlavičkou Prahy.

13. února 1959 – Leningrad

Branky Československa: 1:1 Jaroslav Volf, 2:1 Zdeněk Müller.

Branky Leningradu: 0:1 Sergej Salnikov.

Rozhodčí: Vladimir Kuzněcov (URS), Kurenkov (URS)
ČSR: Vladimír Nadrchal - Karel Gut, František Tikal, Zdeněk Müller, Stanislav Bacílek - Rudolf Scheuer, František Vaněk, Josef Černý - Bohumil Prošek, Miroslav Rys, Jindřich Lidický - Jaroslav Volf, Jozef Golonka, Jaroslav Jiřík.
Leningrad: Stanislav Litovko - Dmitrij Kitajev, Jevgenij Volkov, Anatolij Drozdov, Jurijs Antonovs - Běljaj Bekjašov, Komarov, Konstantin Fjodorov - Anatolij Bunin, Frants Lapin, Valentin Bystrov - Oleg Sivkov, Vladimir Pogrebňak, Sergej Salnikov - Viktor Jelesin, Ivan Ivanov.
 Československo (Praha) –  Dynamo Moskva  3:1 (1:0, 1:0, 1:1)
- Reprezentace Československa  hrála pod hlavičkou Prahy.

15. února 1959 – Moskva

Branky Československa: 13. Karol Fako, 29. Ján Starší, 51. Miroslav Vlach.

Branky Dynama: 47. Valentin Čistov.

Rozhodčí: Nikolaj Kanunikov (URS), Seleškov (URS)
ČSR: Jiří Kulíček - Karel Gut, František Tikal, Rudolf Potsch, Jan Kasper - Rudolf Scheuer, František Vaněk, Josef Černý - Ján Starší, Karol Fako, Miroslav Vlach - Jaroslav Volf, Jozef Golonka, Jaroslav Jiřík.
Dynamo Moskva: Boris Zajcev - Pavel Žiburtovič, Vitalij Davydov, Viktor Tichonov, Robert Čerenkov - Vladimir Novožilov, Valentin Čistov, Stanislav Petuchov - Jurij Krylov, Alexandr Uvarov, Valentin Kuzin - Alexandr Soldatěnkov, Vladimir Jurzinov, Arčikov.